# Serguei Beloglàzov
Sergei Beloglazov (en rus: Сергей Белоглазов) (Kaliningrad, Unió Soviètica 1956) és un lluitador rus, ja retirat, guanyador de dues medalles olímpiques.

## Biografia
Va néixer el 16 de setembre de 1956 a la ciutat de Kaliningrad, ciutat que forma part de la província del mateix nom i que en aquells moments formava part de la Unió Soviètica i que avui en dia forma part de Rússia. És germà bessó del també lluitador i medallista olímpic Anatoly Beloglazov.

## Carrera esportiva
Va participar, als 23 anys, en els Jocs Olímpics d'Estiu de 1980 realitzats a Moscou (Unió Soviètica), on va aconseguir guanyar la medalla d'or en la prova de pes gall de lluita lliure. Absent dels Jocs Olímpics d'estiu de 1984 pel boicot polític realitzat pel seu país, participà en els Jocs Olímpics d'Estiu de 1988 celebrats a Seül (Corea del Sud), on va aconseguir revalidar la seva medalla d'or.
Al llarg de la seva carrera ha guanyat set medalles en el Campionat del Món de lluita i fou cinc vegades campió d'Europa.
En retirar-se de la competició activa es traslladà als Estats Units per esdevenir entrenador de la Universitat de Lehigh. Posteriorment fou entrenador de l'equip rus femení de lluita i de l'equip de Singapur.
El 2004 fou inclòs al FILA International Wrestling Hall of Fame.